# Louis Le Nain
Louis Le Nain   (Laon, 1593 - París, 23 de maig de 1648) fou un pintor francès del Barroc.

## Galeria

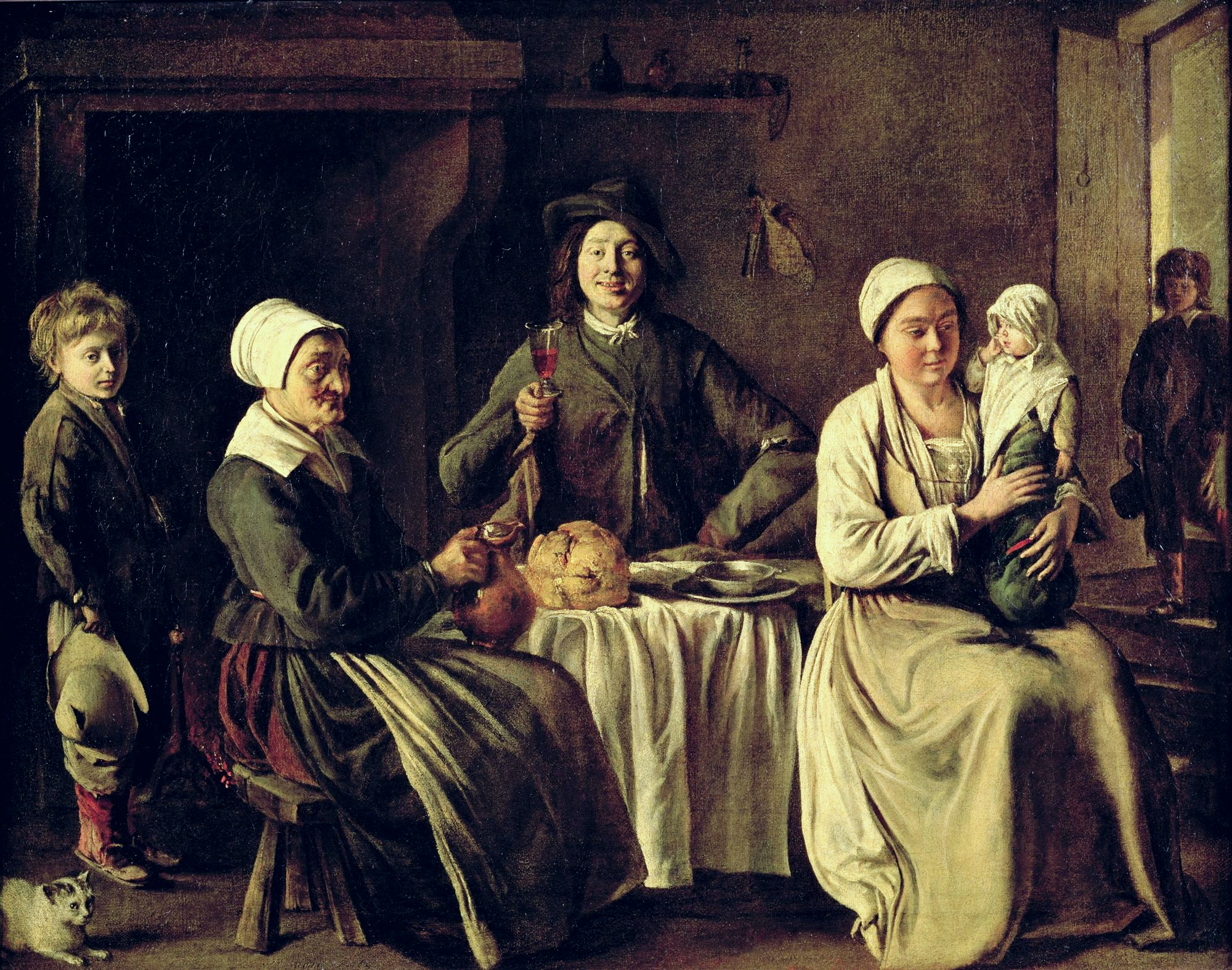
Le Retour de baptême
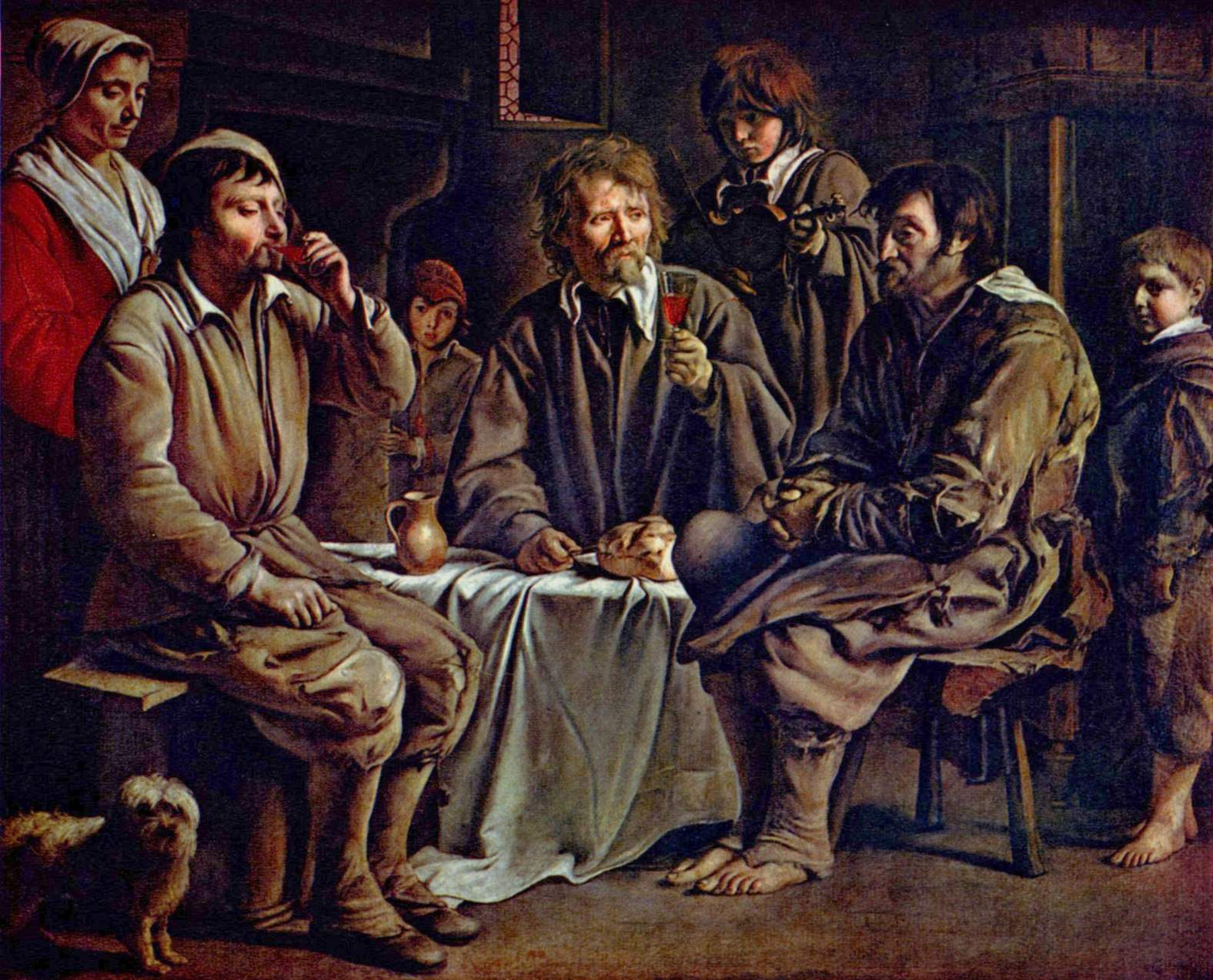
Sopar de pagesos
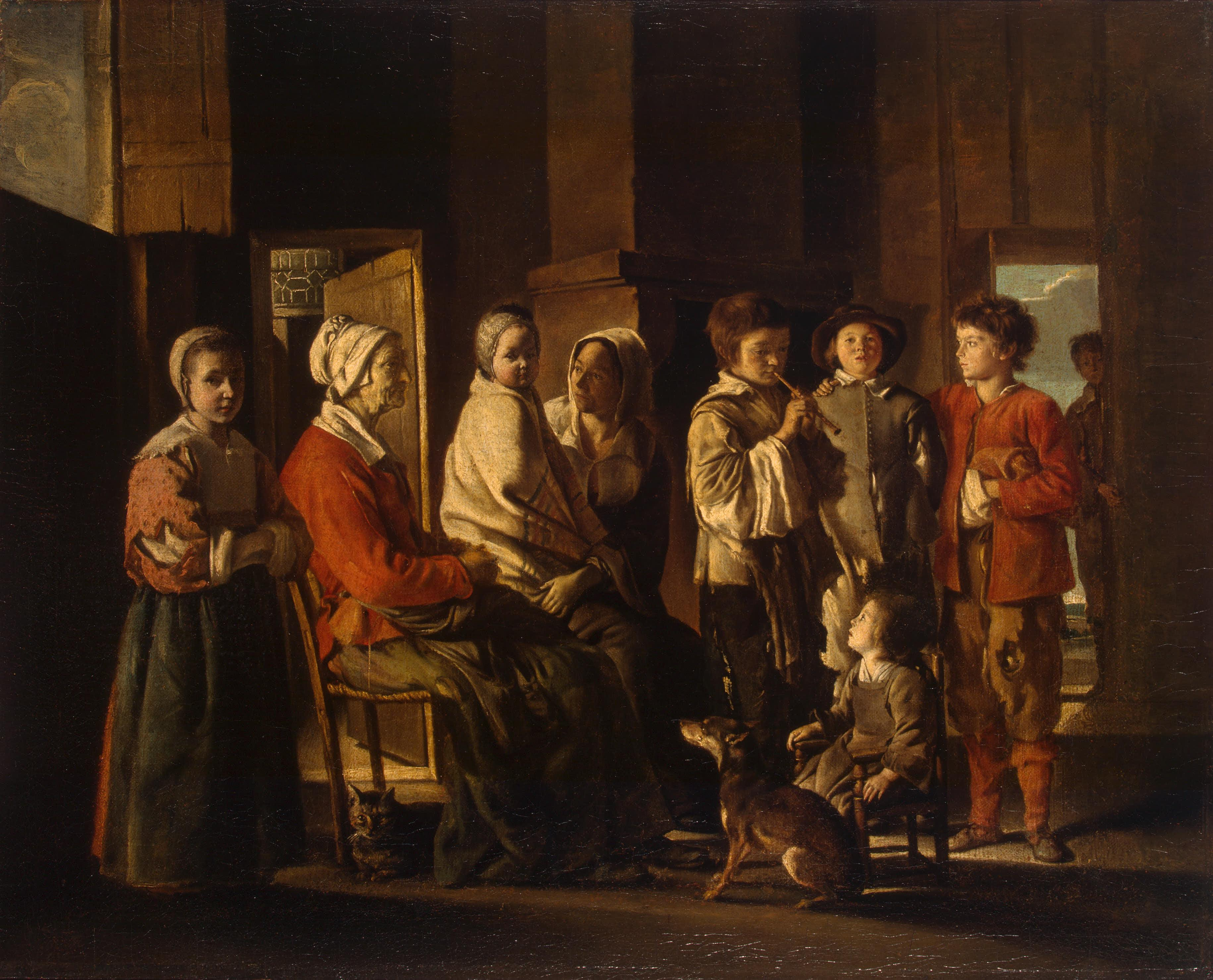
Visita a l'àvia
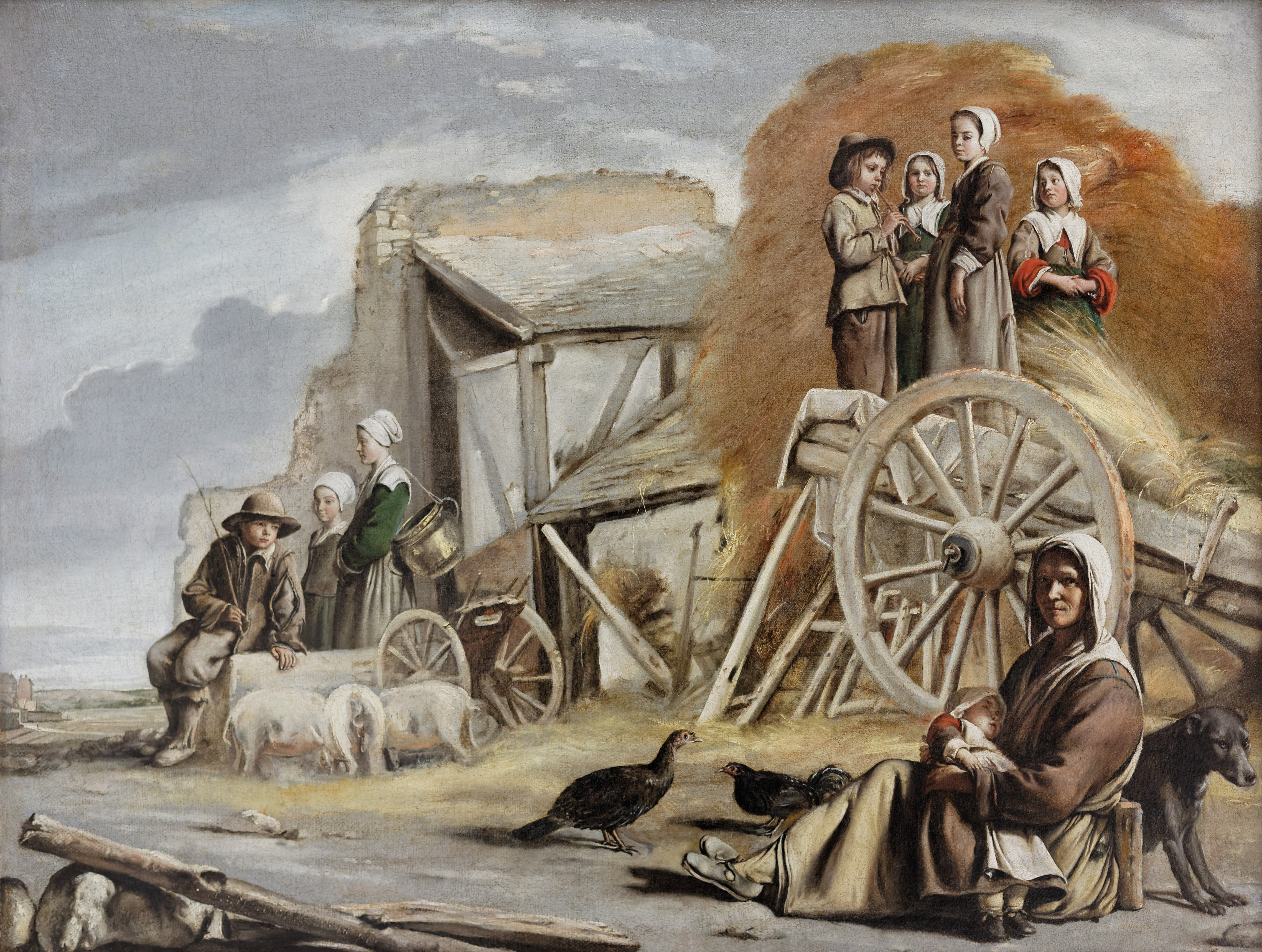
El carro
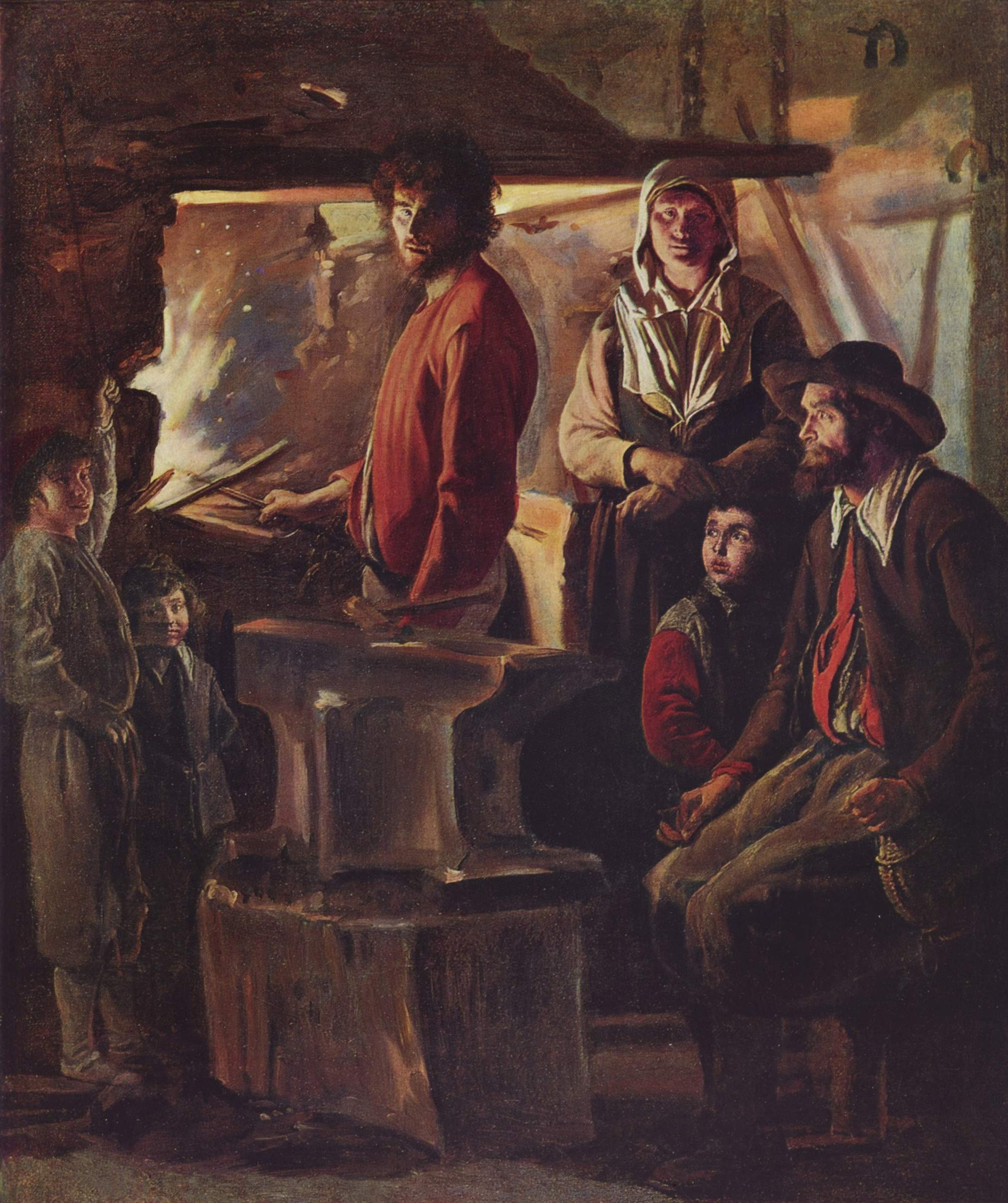
La farga
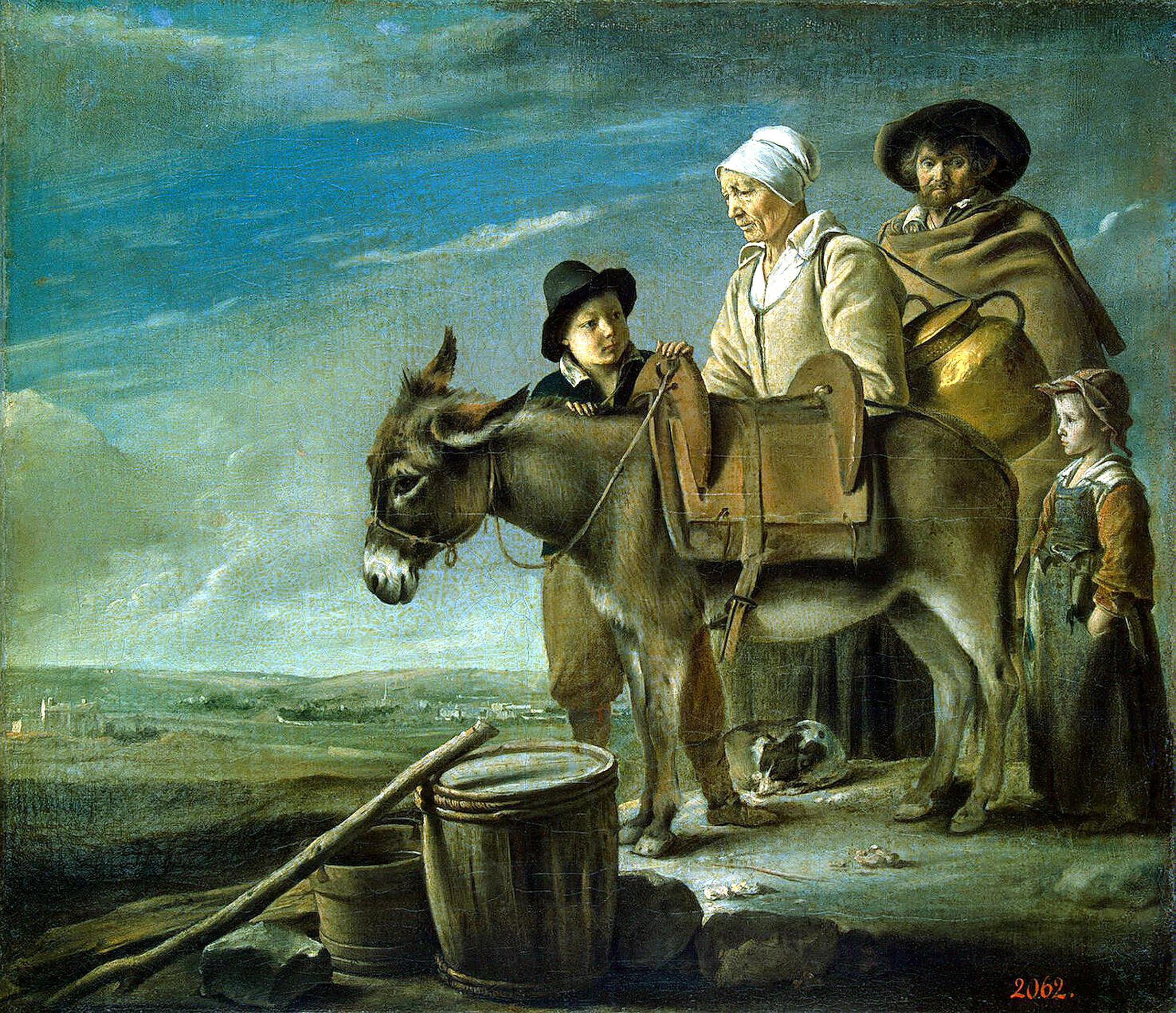
La família de la lletera
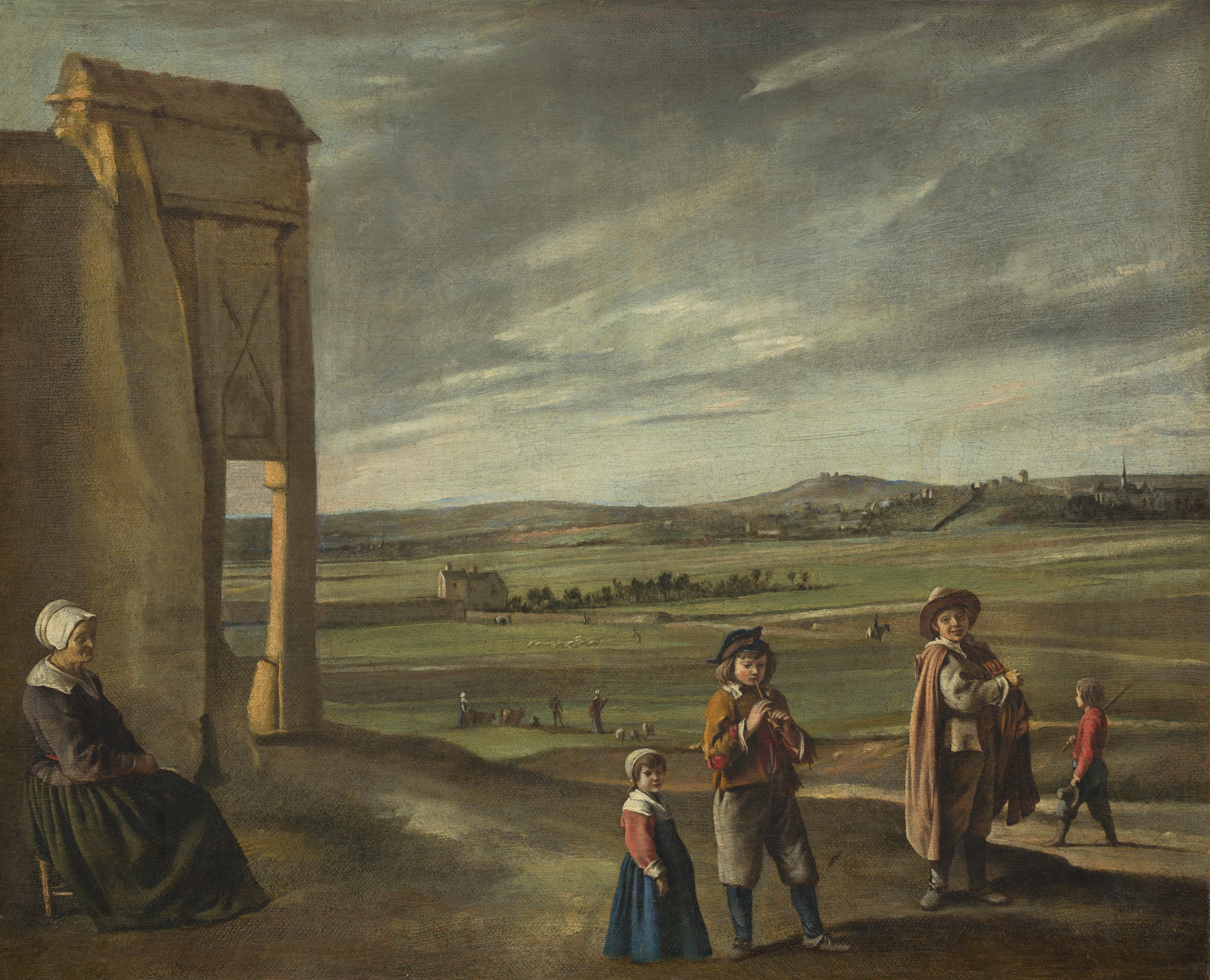
Paisatge amb pagesos
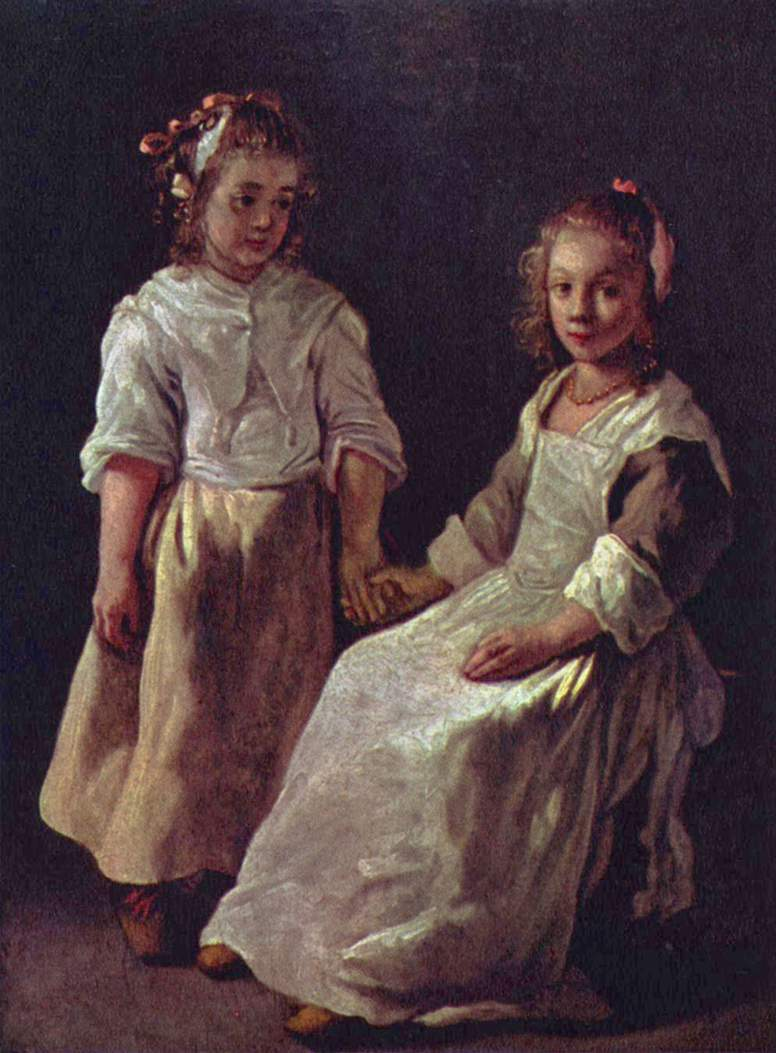
Dues nenes